# Bandholm Sogn
Bandholm Sogn er et sogn i Maribo Domprovsti (Lolland-Falsters Stift).
I 1800-tallet var Østofte Sogn et selvstændigt pastorat. Det hørte til Fuglse Herred i Maribo Amt. I 1881 blev Bandholm Sogn udskilt af Østofte Sogn, men de to sogne udgjorde tilsammen en sognekommune. Den blev senere delt, så hvert sogn var en selvstændig sognekommune. Ved kommunalreformen i 1970 blev både Østofte og Bandholm indlemmet i Maribo Kommune, der ved strukturreformen i 2007 indgik i Lolland Kommune.
I Bandholm Sogn ligger Bandholm Kirke.
I sognet findes følgende autoriserede stednavne:
- Bandholm (bebyggelse, ejerlav)
- Grydehøj (bebyggelse)
- Havløkkegård (ejerlav, landbrugsejendom)
- Koholt (bebyggelse)
- Merretskov (areal)
- Reersnæs (bebyggelse, ejerlav)
- Snap-ind (bebyggelse)
- Svanevig (bebyggelse)
- Vriet (bebyggelse)
- Vårskovgård (bebyggelse, ejerlav, landbrugsejendom)